# Violencia política sionista

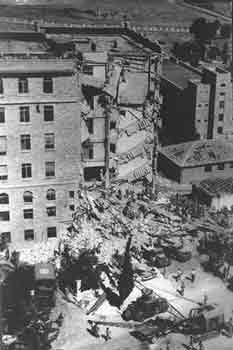
Secuelas del atentado al Hotel Rey David, 1946.

La violencia política sionista se refiere a la violencia con motivos políticos o, en ciertos casos, el terrorismo, perpetrados por sionistas. El término se utiliza para describir la violencia cometida por quienes apoyan el movimiento político del sionismo y la violencia cometida contra los opositores del sionismo. La violencia a menudo adopta la forma de ataques terroristas y ha estado dirigida contra objetivos tanto judíos como árabes. El período más activo de violencia política sionista más notable comenzó el 30 de junio de 1924, durante la década de 1940, y continúa hasta el día de hoy, generalmente con el propósito de expandir los asentamientos sionistas en Palestina.
Ejemplos notables de violencia política sionista incluyen el atentado del SS Patria, atentado al Hotel Rey David y el asesinato de Isaac Rabin.

## Impacto
Las acciones fueron llevadas a cabo por individuos y grupos paramilitares judíos como el Irgún, el Leji, la Haganá y el Palmaj como parte de un conflicto entre judíos, autoridades británicas y árabes palestinos, en torno a la tierra, la inmigración y el control sobre Palestina.
Soldados y funcionarios británicos, personal de la Organización de las Naciones Unidas, combatientes y civiles árabes palestinos y combatientes y civiles judíos fueron objetivos o víctimas de estas acciones. También se han atacado propiedades, infraestructura y materiales domésticos, comerciales y gubernamentales.

## Principales sucesos
Durante los disturbios de Nebi Musa de 1920, los disturbios de Jaffa de 1921 y los disturbios palestinos de 1929, los árabes palestinos manifestaron hostilidad contra la inmigración sionista, lo que provocó la reacción de las milicias judías. En 1935, el Irgún, una organización militar clandestina sionista, se separó de la Haganá. El Irgún fue la expresión armada de la naciente ideología del sionismo revisionista fundada por Zeev Jabotinsky. Expresó esta ideología como «todo judío tenía derecho a entrar en Palestina; sólo una represalia activa disuadiría a los árabes y a los británicos; sólo la fuerza armada judía garantizaría el Estado judío».
Durante la revuelta árabe de Palestina de 1936-1939, los árabes palestinos lucharon por el fin del Mandato y la creación de un Estado árabe basado en toda Palestina. Atacaron tanto a británicos como a judíos, así como a algunos árabes palestinos que apoyaban el panarabismo. Los sionistas tradicionales, representados por Vaad Leumi y Haganá, practicaron la política de Havlagá (moderación); Los militantes del Irgún no siguieron esta política y se llamaron a sí mismos «violadores de Havlagá». El Irgún comenzó a bombardear objetivos civiles árabes palestinos en 1938. Mientras que los árabes palestinos fueron «cuidadosamente desarmados» por las autoridades del Mandato británico en 1939, los sionistas no. Como conciliación con los árabes, se aprobó el Libro Blanco de 1939, que imponía importantes límites a la inmigración judía a la sombra de la Segunda Guerra Mundial.
Después de la Declaración de Guerra británica en septiembre de 1939, el jefe de la Agencia Judía para Palestina, David Ben-Gurion, declaró: «Lucharemos contra el Libro Blanco como si no hubiera guerra, y pelearemos contra la guerra como si no existiera el Libro Blanco»; Posteriormente, la Haganá y el Irgún suspendieron sus actividades contra los británicos en apoyo de su guerra contra la Alemania nazi. Sin embargo, el Leji más pequeño continuó con ataques antibritánicos y acciones directas durante toda la guerra. En ese momento, los británicos también apoyaron la creación y el entrenamiento del Palmaj, como una unidad que podría resistir una ofensiva alemana en la zona, con el consentimiento del Yishuv que vio una oportunidad de conseguir unidades y soldados entrenados para el planeado estado judío. y durante 1944-1945, la organización paramilitar judía más importante, Haganah, cooperó con las autoridades británicas contra Lehi y Etzel.
Después de la Segunda Guerra Mundial, entre 1945 y la votación de partición del 29 de noviembre de 1947, los soldados y policías británicos fueron atacados por Irgún y Leji. La Haganá y el Palmaj al principio colaboraron con los británicos contra ellos, particularmente durante la temporada de caza, antes de unirse activamente a ellos en el Movimiento de Resistencia Judía, y finalmente eligieron una posición neutral oficial después de 1946 mientras el Irgún y el Leji continuaban sus ataques contra los británicos.
La Haganá, el Irgún y el Lehi también ejecutaron a decenas de judíos por presunta traición o colaboración con Gran Bretaña o los árabes, a menudo después de consejos de guerra irregulares.
La Haganá también llevó a cabo ataques violentos en Palestina, como la liberación de inmigrantes internados en el campo de detenidos de Atlit, el bombardeo de la red ferroviaria del país, ataques de sabotaje a instalaciones de radar y bases de la policía palestina británica. Continuó organizando la inmigración ilegal durante toda la guerra.
En febrero de 1947, los británicos anunciaron que pondrían fin al mandato y se retirarían de Palestina y pidieron el arbitraje de la Organización de las Naciones Unidas. Tras la votación del Plan de Partición de Palestina el 30 de noviembre de 1947, estalló la guerra civil en Palestina. Las comunidades judía y árabe se enfrentaron violentamente en campañas de ataques, represalias y contrarrepresalias que provocaron alrededor de 800 muertes después de dos meses. Los voluntarios árabes entraron en Palestina para luchar junto a los árabes palestinos. En abril, seis semanas antes de la terminación del Mandato, las milicias judías lanzaron amplias operaciones para controlar el territorio que les había sido asignado por el Plan de Partición. Muchas atrocidades ocurrieron durante este tiempo. La población árabe de las ciudades mixtas de Tiberíades, Safed, Haifa y Jaffa, así como de Beisan y Acre y de los pueblos vecinos, huyó o fue expulsada durante este período. Durante la Batalla de Jerusalén (1948), donde la comunidad judía de 100 000 personas fue asediada, la mayoría de las aldeas árabes del corredor Tel Aviv-Jerusalén fueron capturadas por milicias judías y arrasadas.
Al comienzo de la guerra civil, las milicias judías organizaron varios bombardeos contra civiles y objetivos militares árabes. El 12 de diciembre, Irgun colocó un coche bomba frente a la Puerta de Damasco, matando a 20 personas. El 4 de enero de 1948, Lehi detonó un camión bomba contra el cuartel general del paramilitar Najjada ubicado en el Ayuntamiento de Jaffa, matando a 15 árabes e hiriendo a 80. Durante la noche del 5 al 6 de enero, la Haganá bombardeó el Hotel Semiramis en Jerusalén donde, según se informó, se escondían milicianos árabes, matando a 24 personas. Al día siguiente, miembros del Irgun en una furgoneta policial robada lanzaron una bomba de barril, contra un gran grupo de civiles que esperaban un autobús junto a la Puerta de Jaffa, matando a unas 16 personas. Otra bomba del Irgun estalló en el mercado de Ramla el 18 de febrero, matando a 7 residentes e hiriendo a 45. El 28 de febrero, el Palmaj organizó un atentado con bomba contra un garaje en Haifa, matando a 30 personas.
En 1995, Isaac Rabin era el primer ministro de Israel y fue asesinado por Yigal Amir después de una manifestación por la paz. Amir se había opuesto a la iniciativa de paz de Rabin, que incluía la firma de los Acuerdos de Oslo y la retirada de Cisjordania. Creía que Rabin era un rodef, es decir, un «perseguidor» que ponía en peligro vidas judías, y que estaba justificado eliminar a Rabin como una amenaza para los judíos en los territorios según el concepto de din rodef («ley del perseguidor»), que es parte de la ley judía tradicional.

## Condena como terrorismo

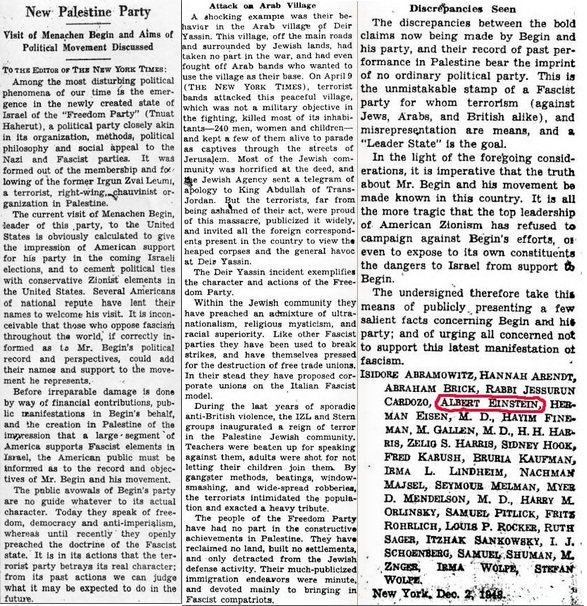
Carta de Hannah Arendt, Jessurun Cardozo, Albert Einstein y otros.

Irgun fue descrito como una organización terrorista por los gobiernos de las Naciones Unidas, británico y estadounidense, y en medios como el periódico The New York Times,  y por el Comité anglo-americano de investigación. En 1946, el Congreso Sionista Mundial condenó enérgicamente las actividades terroristas en Palestina y «el derramamiento de sangre inocente como medio de guerra política». Irgún fue condenado específicamente. 
Menájem Beguín fue llamado terrorista y fascista por Albert Einstein y otros 27 destacados intelectuales judíos en una carta al The New York Times publicada el 4 de diciembre de 1948. Se condenó específicamente la participación del Irgún en la masacre de Deir Yassin: 

Bandas terroristas atacaron esta pacífica aldea, que no era un objetivo militar en los combates, mataron a la mayoría de sus habitantes – 240 hombres, mujeres y niños – y mantuvieron vivos a algunos de ellos para desfilar como cautivos por las calles de Jerusalén.

La carta advierte a los judíos estadounidenses que no apoyen la solicitud de Beguín de financiar su partido político Herut, y termina con la advertencia:

Las discrepancias entre las audaces afirmaciones que ahora hacen Begin y su partido y su historial de desempeño pasado en Palestina no llevan la huella de ningún partido político común y corriente. Éste es el sello inconfundible de un partido fascista para quien el terrorismo (contra judíos, árabes, y británicos por igual), y la tergiversación son medios, y un "Estado líder" es el objetivo.

Lehi fue descrita como una organización terrorista  por las autoridades británicas y el mediador de las Naciones Unidas Ralph Bunche. 

## Opinión pública judía

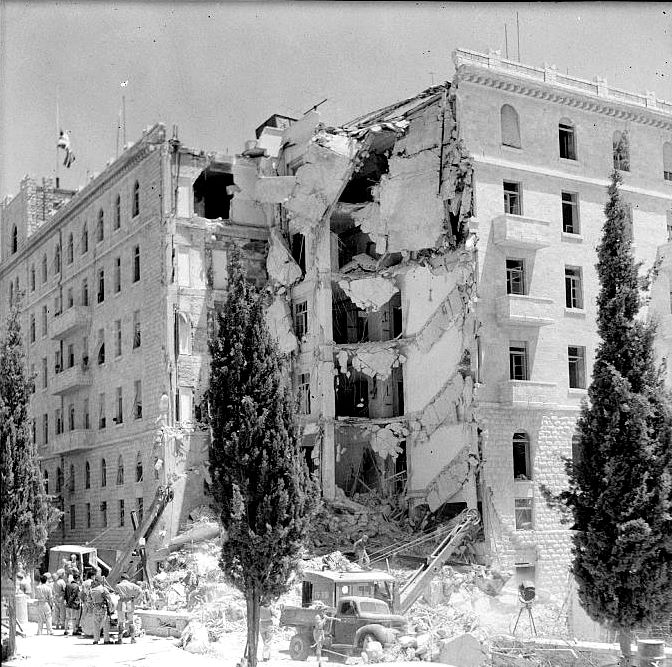
Foto publicada en el Jerusalem Post tras la destrucción del Hotel Rey David por Irgoun, 1946.

Durante el conflicto entre árabes y judíos en Palestina antes de la guerra, el criterio de «pureza de armas» se utilizó para distinguir entre las actitudes respectivas del Irgún y la Haganá hacia los árabes, esta última se enorgullecía de su adhesión a los principios. La sociedad judía en la Palestina del Mandato Británico en general desaprobó y denunció los ataques violentos tanto por motivos de rechazo moral como de desacuerdo político, enfatizando que el terrorismo es contraproducente en la búsqueda sionista de la autodeterminación judía. En términos generales, este precepto exige que «las armas sigan siendo puras [y que] se utilicen únicamente en defensa propia y [nunca] contra civiles inocentes y personas indefensas». Pero si «seguía siendo un valor central en la educación», era «bastante vago e intencionalmente confuso» en el nivel práctico.
En 1946, en una reunión celebrada entre los jefes de la Haganá, David Ben-Gurion predijo un enfrentamiento entre los árabes de Palestina y los Estados árabes. En cuanto al «principio de pureza de las armas», subrayó que: «El fin no justifica todos los medios. Nuestra guerra se basa en motivos morales», y durante la guerra de 1948, el Mapam, partido político afiliado al Palmach, pidió "una estricta observancia de la pureza judía de las armas para asegurar el carácter moral de [la] guerra".  Cuando más tarde los miembros de Mapam lo criticaron por su actitud respecto al problema de los refugiados árabes, Ben-Gurion les recordó la expulsión palestina de Lod y Ramla y el hecho de que los oficiales de Palmah habían sido responsables de la «indignación que había alentado la huida de los árabes se hizo incómoda para el partido».
Según Avi Shlaim, esta condena del uso de la violencia es una de las características claves de «la versión sionista convencional o historia antigua», cuya «versión popular-heroica-moralista» se «enseña en las escuelas israelíes y se utiliza ampliamente en la búsqueda de la legitimidad en el extranjero». Benny Morris añade que «[l]a memoria colectiva de los israelíes sobre los combatientes caracterizados por la "pureza de armas" también se ve socavada por la evidencia de [la decenas de casos] de violaciones cometidas en ciudades y pueblos conquistados». Según él, «después de la guerra de 1948, los israelíes tendían a saludar la "pureza de las armas" de sus milicianos y soldados para contrastarla con la barbarie árabe, que en ocasiones se expresaba en la mutilación de cadáveres judíos capturados». Según él, «esto reforzó la imagen positiva de los israelíes de sí mismos y les ayudó a "vender" el nuevo Estado en el extranjero y (...) demonizó al enemigo».
Algunos israelíes justifican actos de violencia política. Sesenta años después de participar en el asesinato del diplomático sueco Folke Bernadotte, Geulah Cohen no se arrepiente. Como locutora de la radio de Leji, recordó las amenazas contra Bernadotte antes del asesinato. «Le dije que si no vas a salir de Jerusalén e ir a tu Estocolmo, ya no estarás más». Cuando se le preguntó si era correcto asesinar a Bernadotte, respondió: «No hay duda al respecto. Ya no tendríamos Jerusalén».  En julio de 2006, el Centro del Patrimonio Menájem Beguín organizó una conferencia para conmemorar el 60.º aniversario del atentado al Hotel King David. A la conferencia asistieron el pasado y futuro Primer Ministro Benjamín Netanyahu y exmiembros del Irgún.  El embajador británico en Tel Aviv y el cónsul general en Jerusalén protestaron porque una placa que conmemoraba el bombardeo decía: «Por razones que sólo conocen los británicos, el hotel no fue evacuado». Netanyahu, entonces presidente del Likud y líder de la oposición en la Knesset, opinó que el bombardeo fue un acto legítimo con un objetivo militar, distinguiéndolo de un acto de terror destinado a dañar a civiles ya que Irgun envió advertencias para evacuar el edificio. Dijo: «Imagínense que Hamás o Hezbolá llamaran al cuartel general militar en Tel Aviv y dijeran: 'Hemos colocado una bomba y les pedimos que evacuen el área'. Ellos no hacen eso. Esa es la diferencia». El embajador británico en Tel Aviv y el cónsul general en Jerusalén protestaron, diciendo: «No creemos que sea correcto que se conmemore un acto de terrorismo, que provocó la pérdida de muchas vidas», y escribió al alcalde de Jerusalén que tal «acto de terror» no podía ser honrado. El gobierno británico también exigió la retirada de la placa, señalando que la declaración que acusaba a los británicos de no evacuar el hotel era falsa y «no absolvía a quienes colocaron la bomba».  Para evitar un incidente diplomático, se realizaron cambios en el texto de la placa. La versión final en inglés dice: «Se han realizado llamadas telefónicas de advertencia al hotel, al Correo Palestino y al consulado francés, instando a los ocupantes del hotel a abandonar inmediatamente. El hotel no fue evacuado y después de 25 minutos las bombas explotaron. Para pesar del Irgun, murieron 92 personas».

## Ataques de Irgún, Haganá y Leji
- 30 de junio de 1924 . El judío neerlandés Jacob Israël de Haan fue asesinado por Avraham Tehomi por orden del líder de la Haganá Itzjak Ben-Zvi[46] por sus actividades políticas antisionistas y sus contactos con líderes árabes.[47]
- 1937-1939 Durante las últimas etapas de la revuelta árabe de Palestina de 1936-1939, el Irgún llevó a cabo una campaña de violencia contra civiles árabes palestinos que provocó la muerte de al menos 250 personas. El grupo también mató a varios judíos que consideraba culpables de «traición».[48][49]
- 15 de julio de 1938 Una bomba dejada en el mercado de verduras de Jerusalén por el Irgún hirió a 28 personas.[50]
- 25 de julio de 1938 El Irgún arrojó una bomba en el mercado de melones en Haifa, provocando 49 muertes.[51]
- 6 de noviembre de 1944 Lehi asesinó al ministro británico Lord Moyne en El Cairo, Reino de Egipto. La acción fue condenada por el Yishuv en ese momento, pero los cuerpos de los asesinos fueron traídos desde Egipto en 1975 para un funeral de estado y entierro en el Monte Herzl.[52]
- 1944–1945 Los asesinatos de varios presuntos colaboradores de la Haganá y el gobierno del mandato británico durante la temporada de caza.
- 1946 Cartas bomba enviadas por Leji a funcionarios británicos, incluido el ministro de Asuntos Exteriores Ernst Bevin.[53]
- 26 de julio de 1946 Atentado con bomba de la sede administrativa británica en el Hotel King David, que mata a 91 personas: 28 británicos, 41 árabes, 17 judíos y cinco personas más. Unas 45 personas resultaron heridas. En la literatura sobre la práctica y la historia del terrorismo, se le ha llamado uno de los ataques terroristas más letales del siglo XX. [54]
- 1946 Los ferrocarriles y los aeródromos militares británicos fueron atacados varias veces.
- 31 de octubre de 1946 Bombardeo por parte del Irgún de la embajada británica en Roma. Casi la mitad del edificio quedó destruida y 3 personas resultaron heridas.[55]
- 16 de abril de 1947 Una bomba del Irgún colocada en la Oficina Colonial de Londres no detonó.[56] La mujer arrestada por colocar la bomba, alias «Esther», fue identificada como una judía que afirmaba tener nacionalidad francesa por la unidad de Scotland Yard que investiga las actividades terroristas judías. El ataque estuvo relacionado con el atentado con bomba en la embajada de Roma en 1946.[57][58]
- 14 de junio de 1947 La oficina de Reuters en Tel Aviv fue asaltada por «terroristas judíos».[59]
- 25 de julio de 1947 El asunto de los sargentos: cuando se dictaron sentencias de muerte contra dos miembros del Irgún, el Irgún secuestró al sargento Clifford Martin y el sargento Mervyn Paice y amenazó con matarlos en represalia si se ejecutaban las sentencias. Cuando se ignoró la amenaza, los rehenes fueron asesinados. Posteriormente, sus cuerpos fueron llevados a un huerto de naranjos y abandonados colgados del cuello de los árboles. Se colocó un artefacto explosivo improvisado. Este se activó cuando uno de los cuerpos fue bajado del huerto, hiriendo gravemente a un oficial británico.[60]
- Diciembre de 1947 – marzo de 1948 Numerosos ataques contra árabes palestinos en el contexto de la guerra civil tras la votación del Plan de Partición de Palestina de las Naciones Unidas.
- 1947 Cartas bomba enviadas a la Casa Blanca de Truman por Leji.[61]
- 5 y 6 de enero de 1948 El atentado del Hotel Semiramis, llevado a cabo por la Haganá (o, según algunas fuentes, el Irgún) provocó la muerte de 24 a 26 personas.
- Abril de 1948 La masacre de Deir Yassin, llevada a cabo por el Irgún y Leji, mató a entre 107 y 120 aldeanos palestinos,[62] estimación generalmente aceptada por los estudiosos.[63] [64]
- 17 de septiembre de 1948 Leji asesina al mediador de las Naciones Unidas Folke Bernadotte,[65] [66] a quien Leji acusó de una postura proárabe durante las negociaciones de alto al fuego.

## Lectura adicional
- Berberoglu, Berch (2006). Nationalism and Ethnic Conflict: Class, State, and Nation in the Age of Globalization. Rowman & Littlefield. ISBN 978-0-7425-3544-2.
- Childs, David. Britain since 1945 (5th edición). online version at Internet Archive
- J. Bowyer Bell (1977). Terror out of Zion: Irgun Zvai Leumi, LEHI, and the Palestine underground, 1929–1949. St. Martin's Press. ISBN 978-0-312-79205-3.

- Datos: Q2672709